# Matthias Sievers

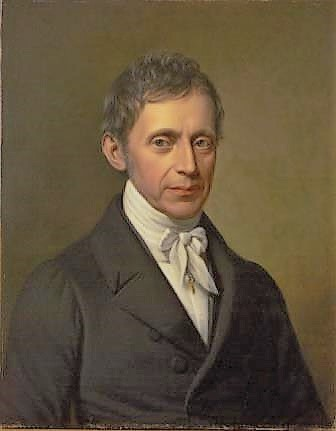
Matthias Sievers, Porträt von Rudolph Suhrlandt 1845

Matthias Sievers (* 17. September 1792 in Lübeck; † 11. Februar 1848 in Dresden) war Ratsherr der Hansestadt Lübeck.
Sievers entstammte einer Lübecker Kaufmannsfamilie. Nach dem Schulbesuch von 1802 bis Ostern 1811 am Katharineum studierte er 1811/12 Rechtswissenschaften an der Universität Heidelberg und wurde dort Mitglied im Corps Hannovera Heidelberg. Er wechselte aufgrund der Ausbildungsvorgaben der Franzosenzeit für die Zeit von 1812 bis 1813 an die von Napoleon 1806 neu gegründete und damals von deutschen Juristen bevorzugte Juristische Fakultät der Universität Dijon zum Erwerb des juristischen Baccalauréats und beendete seine Studien 1814 mit der Promotion zum Dr. jur. an der Universität Jena. 
1814 wurde er in Lübeck zunächst Privatsekretär des Ratsherrn und städtischen Gesandten Johann Friedrich Hach und avancierte mit ihm zum Legationssekretär beim Wiener Kongress. Am Befreiungskrieg 1815 nahm er als freiwilliger Jäger in der Hanseatischen Legion teil. 1816 setzte er seine Tätigkeit als Legationssekretär für die vier Freien Städte beim Bundestag in Frankfurt am Main fort. 1817 wurde er in Lübeck zunächst Ratssekretär und dann 1825 in den Rat der Stadt gewählt. Ab 1839 war er Präses des Finanzdepartements. 
Er starb 1848 in Dresden, wo er Lübeck auf dem dort stattfindenden Deutschen Postkongress vertrat, auf dem ergebnislos über einen Deutschen Postverein verhandelt wurde.